# Bosone I di Challant
Bosone I di Challant (... – Aosta, 1125) (in francese, Boson I de Challant) fu un nobile valdostano appartenente alla famiglia Challant. Fu il capostipite della casata degli Challant e primo visconte di Aosta.

## Biografia
Le origini di Bosone I e quindi di tutta la casata degli Challant sono ad oggi incerte e dibattute: già nel XVIII secolo, Jean-Baptiste de Tillier, esaminando la questione relativa all'origine di Bosone, pensava che egli fosse originario del Marchesato di Monferrato o di quello di Saluzzo, anche se la prima ipotesi venne poi fortemente supportata da altri pareri autorevoli come quello della regina Maria José del Belgio e dello studioso Aimé-Pierre Frutaz. I genealogisti odierni hanno accertato una comune origine con la potente casa degli Alerami anche per una somiglianza delle armi dei loro antenati con quelli della casa di Challant.
Il primo documento nel quale Bosone I viene citato è un atto di donazione datato al 17 marzo 1100 con il quale il conte di Moriana, Umberto II, signore di Aosta, concede la sovranità per suo conto sull'area al nobile della famiglia di Challant col compito in particolare di badare che fossero rispettati i diritti sovrani sui viaggiatori, sul transito di merci e sugli animali. Lo storico Alessandro Barbero identifica Bosone con il "Boso" che resse la cancelleria d'Aosta dal 1091 al 1125 e quindi probabilmente la sua morte dovrebbe attestarsi attorno a quest'ultima data.
Ebbe un figlio, Aimone I, che gli succedette nella carica di visconte d'Aosta.